# Theridion fatuhivaense
Theridion fatuhivaense är en spindelart som beskrevs av Lucien Berland 1933. Theridion fatuhivaense ingår i släktet Theridion och familjen klotspindlar. Inga underarter finns listade i Catalogue of Life.